# Юббега
Юббега (нід. Jubbega) — село в нідерландській провінції Фрисландія. Входить до муніципалітету Геренвен.
Його площа становить 17,07км², а населення станом на 2021 рік складало 3 255 осіб.
Перша згадка про населений пункт датується 1408 роком.

## Галерея

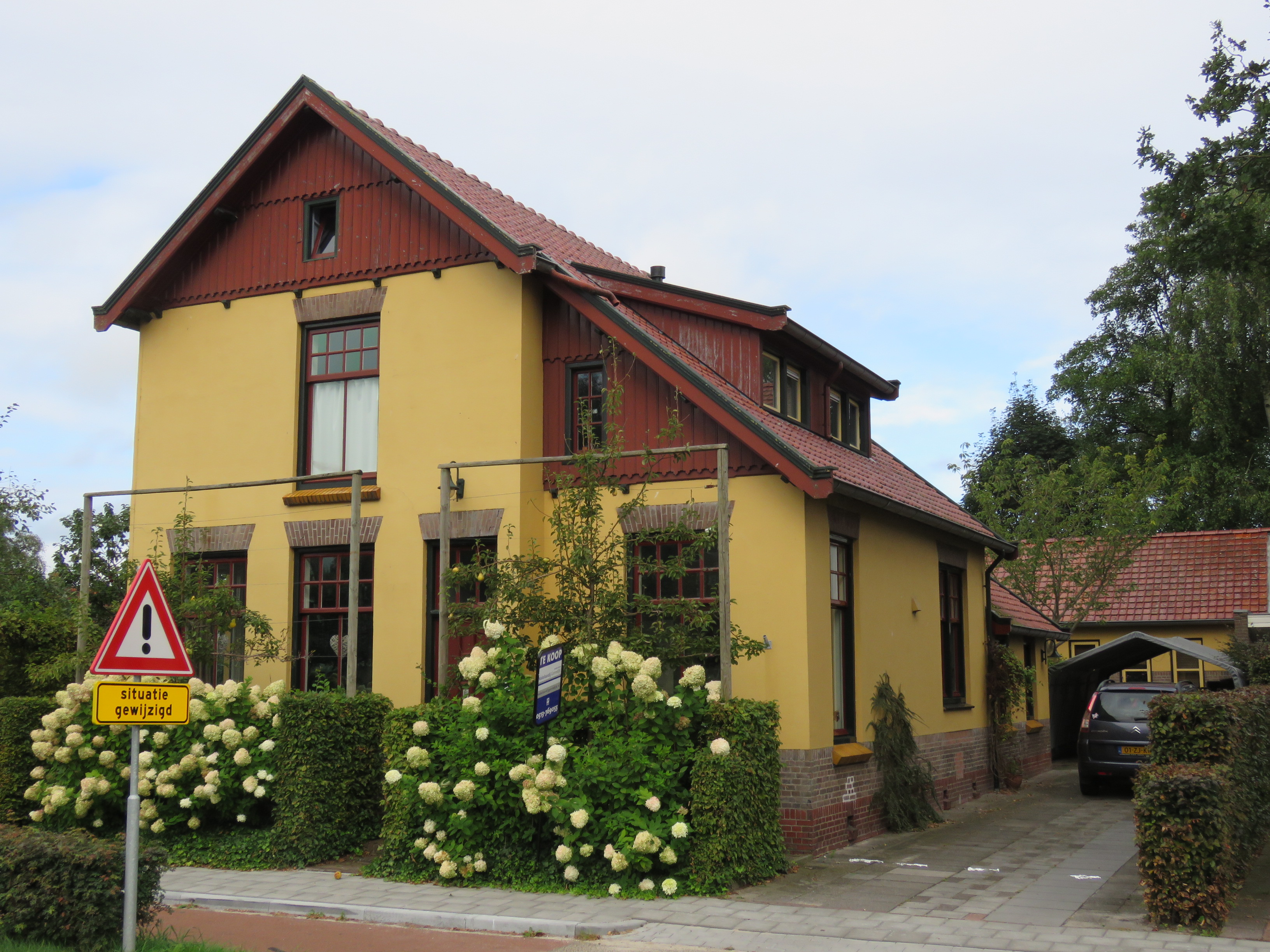
Будинок колишнього вчителя
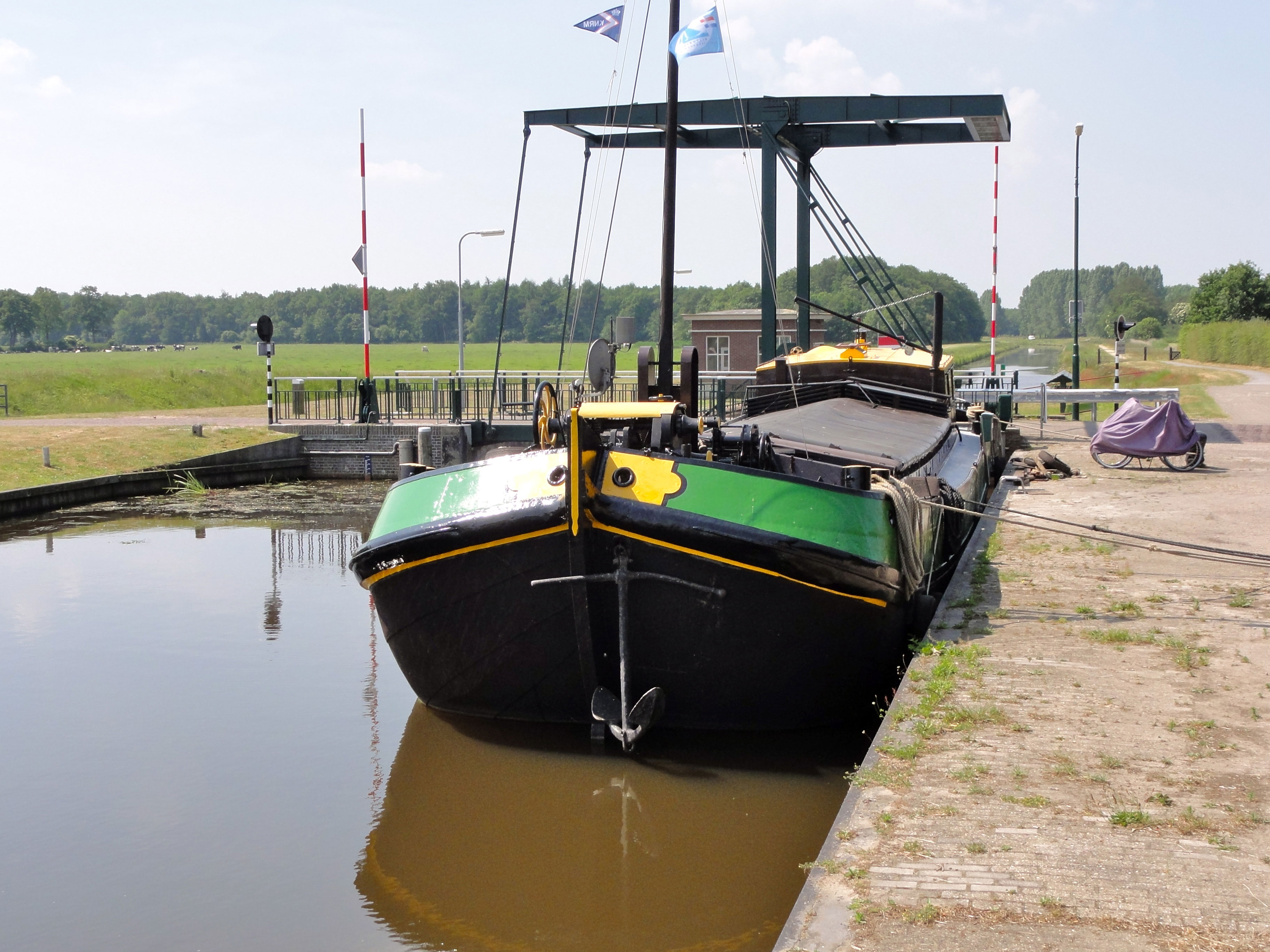
Човен у шлюзі в Юббезі
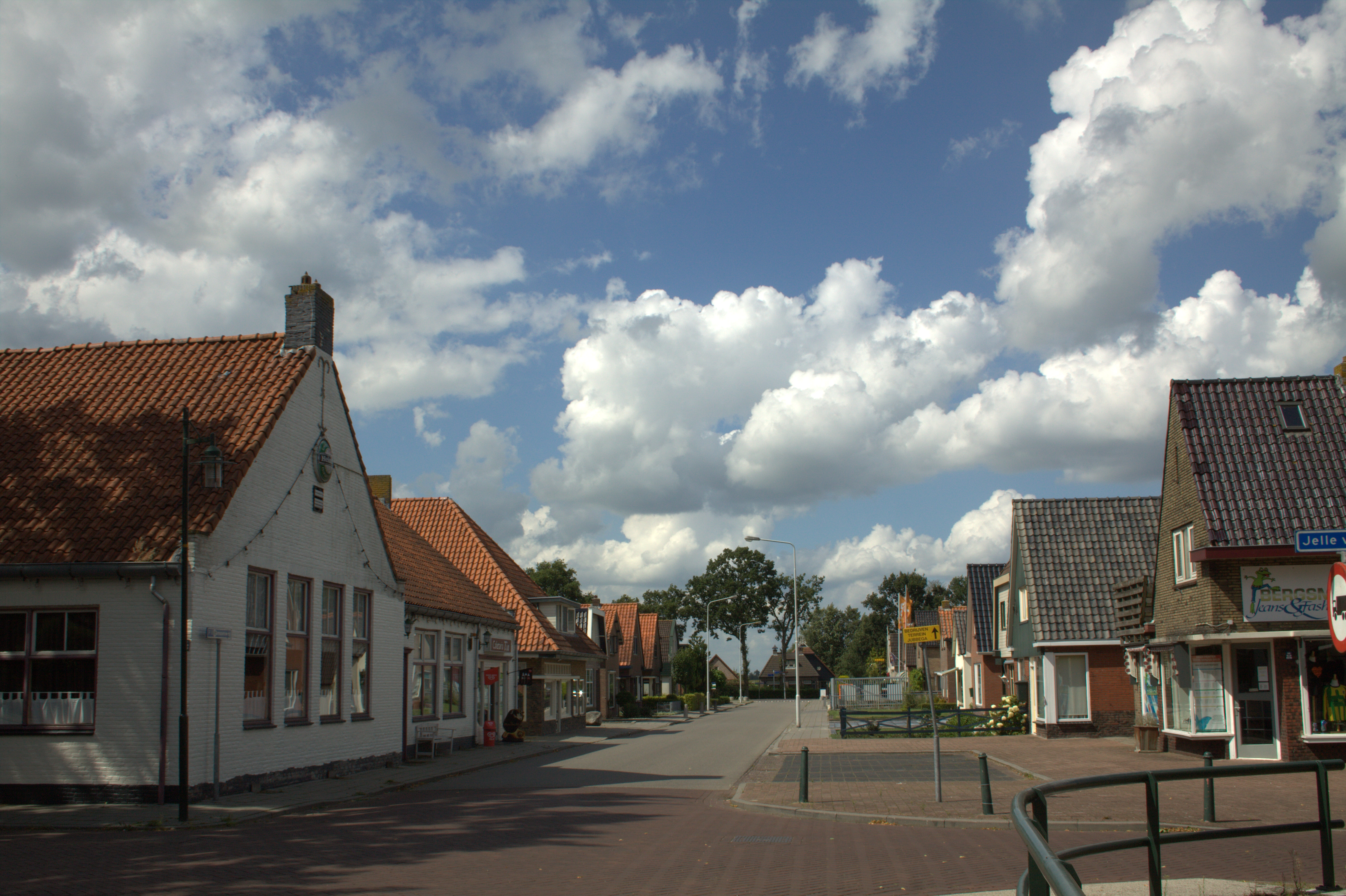
Вулична панорама